# آب‌مار تیرشکم
آب‌مار تیرشکم (نام علمی: Bitia hydroides) نام یک گونه از تیره قمچه‌ماران است.